# 傑弗遜 (愛阿華州)
傑弗遜（英語：Jefferson）是美国愛阿華州格林縣内的一座城市。它位于拉孔河畔。根据2000年的人口普查它有4626名居民，是格林县的县府。

## 地理
傑弗遜的地理位置为42°1′0″N 94°22′36″W / 42.01667°N 94.37667°W。
根据美国人口调查局的数据傑弗遜面积15.2平方公里，其中15.1平方公里为陆地面积，0.1平方公里为水域面积，占总面积的0.85%。

## 人口
根据2000年的人口普查市内有居民4626人，分1954个户，1234个家庭，其人口密度为每平方公里306.9人。其中美国白人占97.97%、非裔美国人占0.15%、美洲土著人占0.24%、亚裔美国人占0.39%、太平洋土著人占0.02%、其他人种占0.61%、0.63%为混血儿。西班牙裔和其他拉丁美洲裔的人占1.73%。
市内的1954个户中有28.1%有18岁以下的未成年人、51.5%是结婚夫妇、8.6%是带孩子的单身妇女、36.8%不是家庭、33.7%是单身汉、20.9%有65岁以上的老年人。平均每户2.26人，家庭的平均大小为2.88人。
市内的人口结构为23.7%的人在18岁以下、5.9%的人在18至24岁之间、22.9%的人在25至44岁之间、21.1%的人在45至64岁之间、26.4%的人在65岁以上。平均年龄为43岁。女子对男子的性别比为100：83.8。成年人的性别比为100：78.4。
傑弗遜的户平均年收入为32,818美元，家庭的平均年收入为42,754美元。男子的平均年收入为32,206美元，女子的平均年收入为21,359美元。人均年收入为17,441美元。3.3%的舰艇和7.3%的居民生活在贫困线以下，其中包括7.6%的未成年人和7.7%的老年人。

## 名人
- 乔治·盖洛普，民意调查创始人
- 罗伦·施里弗，宇航员